# Мікрорайон Хімік (Слов'янськ)
Мікрорайон Хімік — один із житлових районів Слов'янська. Розташований у східній частині міста, на правому березі річки Казенний Торець, біля його злиття з Сорищі. 

## Історія
У 1930-х роках за рахунок промислового об'єднання «Хімпром» почалася забудова пустирю. Першими будівлями стали одноповерхові цегляні бараки. Згодом з'явилися двоповерхові дерев'яні будинки.
Вулиці були паралельні, майже однакові за довжиною та плануванням. Головною вулицею стала Каховська, другорядними – Кутузова, Водоп'янова та Хользунова.
Перші цегельні двоповерхівки були побудовані по вулиці Кутузова та Каховській у 1936 році. 
У 1964 році, коли Новосодівський майданчик приєднали до Слов'янська, вулицю Каховську було перейменовано на Донську, щоб уникнути дубляжу, бо в місті вже була вулиця з такою назвою. 
Оскільки «Хімпром» був тоді відносно молодим содовим комбінатом, то з 1936 до 1982 року містечко содового комбінату називалося Новосодівский майданчик. 
У 1982 році стартувало будівництво першої панельної дев‘ятиповерхівки, був створений провулок Донський.

## Комітет мікрорайону Хімік
24 грудня 2016 року рішенням Слов'янської міської ради № 37-XIX-7 було утворено комітет мікрорайону Хімік.
З утворенням в місті військово-цивільної адміністрації 26 травня 2021 року, діяльність комітету припинена.

## Архітектура

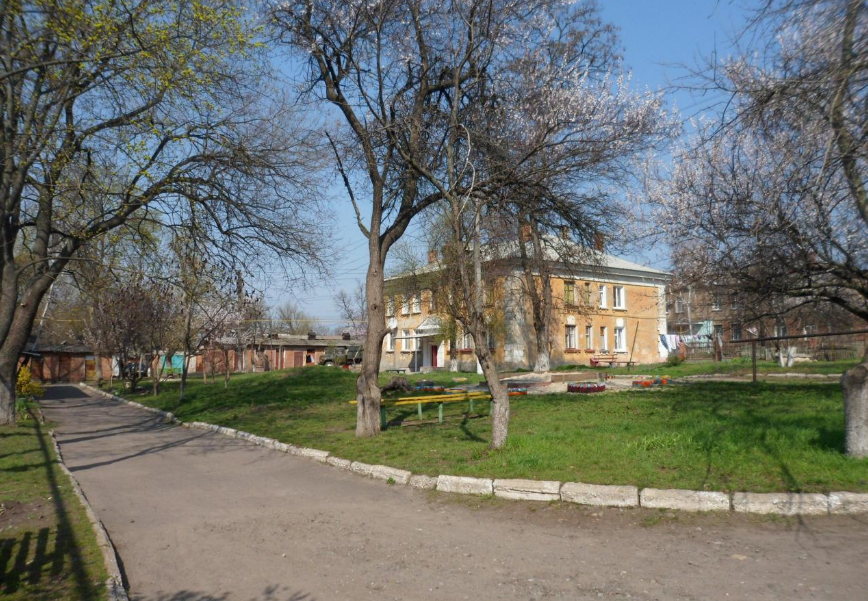
Будинок 1955 року

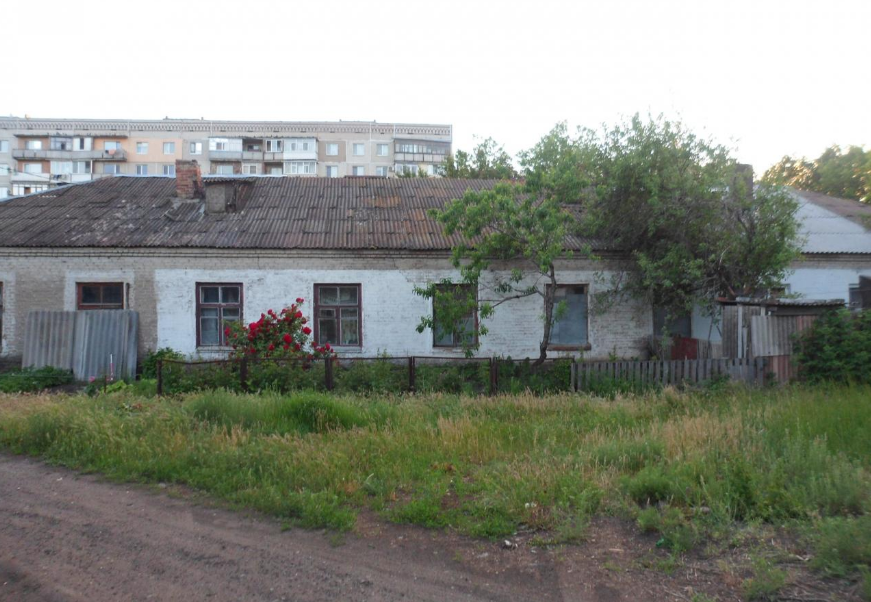
Типовий цегляний барак 1937 р. по вул. Водоп'янова

Перші двоповерхівки тут з'явилися ще у 1930-х роках (зруйновані під час Другої світової війни). Вони були дерев'яні та покриті глиняною шубою. Другі двоповерхівки 1936 року — корпуси Слов'янського міського професійно-технічного училища № 70. Це вже були новітні на той час цегляні будівлі. Проте у 1936 році один із корпусів училища від'єднався, і там було створено ЗОШ № 9. На зараз вціліло лише 3 корпуси училища із 4 (1 — Керамічний цех, 2 — ЗОШ № 9, 3 — житловий будинок).
Друга хвиля забудови відбулася у 1950-х роках. Тоді було споруджено 4 двоповерхівки серії Кс-8-50.
Починаючи з 1980-х було побудовано: дошкільний навчальний заклад № 4 «Квіточка», поліклініку, профілакторій «Богатир», 13 дев'ятиповерхівок та інше.